# Ка-22
Ка-22 (Проект «X») (за класифікацією НАТО: «Hoop» — Обруч) — радянський гвинтокрил поперечної схеми, розроблений в ОКБ ім. Камова в 1960 році. Конструкція складається з двох тримальних гвинтів і двох турбогвинтових двигунів (конструкції Олександра Івченка) потужністю 4300 кВт (5900 к. с.). Польотна маса складає 37 тонн.
7 жовтня 1961 року Ка-22 офіційно встановив зареєстрований світовий рекорд швидкості для гвинтокрилів — 356,3 км/год, екіпаж Д. К. Єфремова. У випробувальних польотах гвинтокрил розвивав швидкість 370 км/год.

## Історія

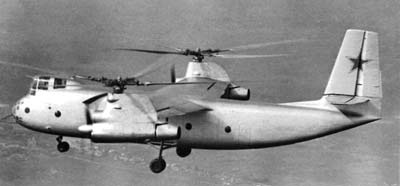
Ка-22.

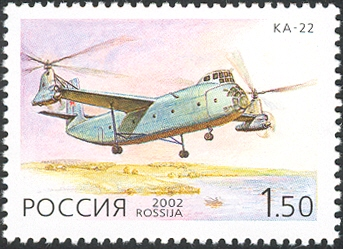
Ка-22 на поштовій марці Росії.

У розпал холодної війни у Збройних сил СРСР виникла необхідність у швидкісному транспортуванні оперативно-тактичних балістичних ракет разом з пусковими установками в недоступну місцевість. Створити літальні апарати для виконання цього завдання належало конструкторським бюро Михайла Міля та Миколи Камова. КБ Міля розробляло вертоліт традиційної одногвинтової схеми з хвостовим гвинтом — Мі-6; КБ Камова ухвалило рішення про розробку гвинтокрила з двома тримальними гвинтами на базі фюзеляжу літака Лі-2. Відповідна постанова уряду СРСР вийшла в 1954. У 1956 році технічні вимоги були уточнені — літальний апарат повинен був перевозити вантаж вагою до 5 тонн на відстань майже 700 км, а 4 тонн — до 1500 км з максимальною швидкістю не менше 400 км/год.
Перший Ка-22 був переданий на статичні випробування в ЦАГІ в 1957; перший льотний екземпляр, побудований на заводі № 938, поступив на льотно-випробувальну станцію ОКБ восени 1958. Доопрацювання машини затягнулося і перші льотні випробування в режимі вільного висіння відбулися тільки в червні 1959.
Перший політ Ка-22 був здійснений 20 квітня 1961 екіпажем у складі пілотів Д. К. Єфремова і В. М. Євдокимова, бортмеханіка Є. І. Філатова, експериментатора Ю. І. Ємельянова та провідного інженера В. Б. Апьперовіча. Під час польоту було виявлено флаттер лопатей тримальних гвинтів, який призвів до відриву півтораметрового шматка від лівого гвинта. З великими труднощами пошкоджений гвинтокрил вдалося посадити поперек злітно-посадкової смуги. Під час випробувань постійно виникали технічні проблеми — довелося замінити двигуни й редуктори, змінити напрямок обертання тримальних гвинтів. 23 вересня 1961 льотчик-випробувач Ю. О. Гарнаєв  виконав перший політ на серійному Ка-22 по колу на висоті 1000 м зі швидкістю 200 км/год.
24 листопада 1961 Ка-22 встановив світовий рекорд вантажопідйомності для гвинтокрилів: вантаж в 16 485 кг був піднятий на висоту 2557 м.
28 серпня 1962 о 11:20 при заході на посадку на аеропорт Жосали під час перегонки з Ташкента в Москву для проходження випробувань Ка-22 з номером 01-01 завалився вліво, перекинувся і зіткнувся з поверхнею землі. Весь екіпаж (7 осіб на чолі з командиром екіпажу льотчиком-випробувачем Д. К. Єфремовим) загинув. Причиною катастрофи став розрив троса системи управління.
16 липня 1964 під час випробувального польоту в Підмосков'ї також зазнав катастрофи гвинтокрил під номером 01-03, увійшовши в круте піке після неконтрольованого повороту вправо. Спроби екіпажу вирівняти машину призвели до відриву правої мотогондоли і подальшого руйнування гвинтокрила. У катастрофі загинули пілот С. Г. Бровцев і технік А. П. Рогов.
Ка-22 виявився вкрай складним в керуванні, не схожим ні на вертоліт, ні на літак. Тому було прийнято рішення не пускати Ка-22 в серійне виробництво, а прийняти на озброєння вертоліт Міля (Мі-6). Проект був закритий; дві інші машини — 01-02 і 01-04 — утилізовані (з 4 машин дотепер не вціліла жодна, останній готовий на 90 % Ка-22 знищили на Ташкентському авіаційному заводі наприкінці 1990-х років після кількох спроб прилаштувати його в музеї).
З тих пір в СРСР гвинтокрилів не створювали, однак роботи з цієї тематики велися, і в 1972 при КБ Міля виник проект конвертоплана Мі-30.

## Тактико-технічні характеристики

### Технічні характеристики
- Екіпаж: 4 людини
- Вантажопідйомність: 5000-8000 кг
  - Розміри вантажного відсіку:
    - довжина: 17,8 м
    - ширина: 2,8 м
    - висота: 2,4 м
- Довжина: 26,75 м
- Розмах крила: 23,8 м
- Діаметр тримальних гвинтів: 22,5 м
- Висота: 10,37 м
- Нормальна злітна маса: 31000 кг
- Максимальна злітна маса: 32000 кг
- Маса палива у внутрішніх баках: 4600 кг
- Силова установка: 2 × Д-25ВК
- Потужність двигунів: 2 × 5500 к.с.

### Льотні характеристики
- Максимальна швидкість: 370 км/год
- Крейсерська швидкість: 316 км/год
- Практична дальність: 720 км
- Практична стеля: 4300 м
- Теоретична стеля: 5500 м
- Довжина розбігу: 800 м